# 2018년 동계 올림픽 에콰도르 선수단
2018년 동계 올림픽 에콰도르 선수단은 대한민국 평창에서 개최된 2018년 동계 올림픽의 올림픽 에콰도르 선수단이다. 에콰도르는 이번이 사상 첫 동계 올림픽 참가이다.
이번 대회에서는 남자 선수인 클라우스 융블루트 한 명이 크로스컨트리 한 종목에 출전하였다. 2018년 1월 19일에는 로드리게스 선수가 개막식에서 에콰도르 국기를 들고 나올 기수로 선정됐다고 공식 발표됐다.

## 참가 선수
다음은 종목별 선수 참가 현황이다.
| 종목         | 남자 | 여자 | 종합 |
| ------------ | ---- | ---- | ---- |
| 크로스컨트리 | 1    | 0    | 1    |
| 총합         | 1    | 0    | 1    |

## 크로스컨트리 스키
이번 대회에서 사상 처음으로 에콰도르에 선수 1인 출전권이 부여됐다. 오스트레일리아 퀸즐랜드 주 마운틴크릭에서 살며 훈련을 받아온 클라우스 융블루트 선수로, 2016년 에콰도르 올림픽 위원회의 지원으로 에콰도르 스키연맹을 설립해, 그 자격으로 에콰도르 대표로서 대회에 참가할 수 있게 되었다.
남자
| 선수              | 종목      | 결승    | 결승     | 결승 |
| 선수              | 종목      | 시간    | 감점     | 순위 |
| ----------------- | --------- | ------- | -------- | ---- |
| 클라우스 융블루트 | 15km 프리 | 53:30.1 | +19:46.2 | 112  |